# Operazione Ranger
Operation Ranger è stata la quarta serie di test nucleari condotta dagli Stati Uniti d'America a partire dagli inizi del 1951. 
I test nucleari ebbero luogo nel Nevada Test Site. Tutte e 6 le detonazioni avvennero all'aria, e tutte le bombe furono sganciate da bombardieri Boeing B-50 Superfortress.
Operation Ranger fu condotto con l'obiettivo di sviluppare una seconda generazione di armi nucleari che utilizzassero una minore quantità di materiale fissile.
| Nome del Test | Data             | Localizzazione   | Potenza       |
| ------------- | ---------------- | ---------------- | ------------- |
| Able          | 27 gennaio 1951  | Nevada Test Site | 0,5 chilotoni |
| Baker         | 28 gennaio 1951  | Nevada Test Site | 8 chilotoni   |
| Easy          | 1º febbraio 1951 | Nevada Test Site | 1 chilotone   |
| Baker 2       | 2 febbraio 1951  | Nevada Test Site | 8 chilotoni   |
| Fox           | 6 febbraio 1951  | Nevada Test Site | 22 chilotoni  |